# 約束の地 (エルヴィス・プレスリーのアルバム)
『約束の地』（Promised Land）はエルヴィス・プレスリーの1975年のアルバム。

## 解説
全曲とも1973年12月10日から16日に行われたメンフィス・スタックス・スタジオセッションでの録音で、前作「グッド・タイムズ」の姉妹作といえる。
今回のレコーディングのために16トラックの移動録音ユニットが持ち込まれスタックスの制御室のボードは一切用いられなかった。
このセッションの終了から1975年3月の「エルヴィス・トゥデイ」のためのセッションまで1年以上もの間レコーディングは行われなかった。
エルヴィスと大佐の間で、新しい出版社ではセッションに相応しい曲を用意することは出来ないだろうと了解され、
プロデューサーのフェルトン・ジャーヴィスはナッシュヴィルの作曲家・出版社団体に自由に頼ることが許された。
エルヴィスもたまたま目に入って気に入った新しい曲や、何年も歌い続けてきた古い曲を何曲か持ち込んでいた。
12月10日のレコーディング中、エルヴィスはお気に入りのテレビ番組「マンデー・ナイト・フットボール」を見るために複数のテレビを購入しスタジオに持ち込んで番組を見た。
それから仲間たちのために300個ものハンバーガーをテレビの空き箱に入れて届けさせ、残ったものは近所の子供達に配られた。
2000年に再発された際にボーナス・トラックとして「グッド・タイムズ」から録音時期の違う「君に夢中さ」と「涙で祈る幸せ」以外の8曲が加えられ、このセッションで録音された全18曲がまとめられた。
「マイ・ボーイ」はレコーディング前の1973年8月のラスベガスでのコンサートから披露されていた曲。
1974年の1月10日から11日にハリウッドで「マイ・ボーイ」「フィーリン・イン・マイ・ボディ」「それが愛でなければ」「グッド・タイム・チャーリー」のオーバー・ダブ、
1974年1月2日と1月15日にナッシュヴィルで「フィーリン・イン・マイ・ボディ」「佳き時代を語ろう」「グッド・タイム・チャーリー」のオーバー・ダブが行われた。

## 収録曲

### A面
| Track | 録音日   | 邦題                         | 曲名                                               | 作曲者                 | 時間 |
| ----- | -------- | ---------------------------- | -------------------------------------------------- | ---------------------- | ---- |
| 1.    | 73/12/15 | 約束の地                     | Promised Land                                      | チャック・ベリー       | 2:57 |
| 2.    | 73/12/15 | ホンキー・トンク・エンジェル | There's a Honky Tonk Angel(Who'll Take Me Back In) | Troy Seals, Danny Rice | 3:01 |
| 3.    | 73/12/12 | ヘルプ・ミー                 | Help Me                                            | Larry Gatlin           | 2:27 |
| 4.    | 73/12/12 | ミスター・ソングマン         | Mr. Songman                                        | Donnie Summer          | 2:08 |
| 5.    | 73/12/12 | 思い出のラヴ・ソング         | Love Song of the Year                              | Chris Christian        | 3:33 |

### B面
| Track | 録音日   | 邦題                       | 曲名                                | 作曲者                            | 時間 |
| ----- | -------- | -------------------------- | ----------------------------------- | --------------------------------- | ---- |
| 1.    | 73/12/10 | 悲しみの夜                 | It's Midnight                       | Billy Edd Wheeler, Jerry Chesnut  | 3:21 |
| 2.    | 73/12/15 | 愛は遠くから               | Your Love's Been a Long Time Coming | Rory Bourke                       | 3:47 |
| 3.    | 73/12/11 | 俺を忘れろ!!               | If You Talk in Your Sleep           | Red West, Johnny Christopher      | 2:35 |
| 4.    | 73/12/12 | シンキング・アバウト・ユー | Thinking About You                  | Tim Batty                         | 3:00 |
| 5.    | 73/12/11 | ユー・アスクト・ミー・トゥ | You Asked Me To                     | Waylon Jennings, Billy Joe Shaver | 2:52 |

### ボーナス・トラック
| Track | 録音日   | 邦題                           | 曲名                              | 作曲者                                                            | 時間 |
| ----- | -------- | ------------------------------ | --------------------------------- | ----------------------------------------------------------------- | ---- |
| 1.    | 73/12/13 | ラヴィング・アームズ           | Loving Arms                       | Tom Jans                                                          | 2:52 |
| 2.    | 73/12/16 | フィーリン・イン・マイ・ボディ | I Got a Feelin' in My Body        | Dennis Linde                                                      | 3:35 |
| 3.    | 73/12/16 | それが愛でなければ             | If That Isn't Love                | Dottie Rambo                                                      | 3:33 |
| 4.    | 73/12/16 | シー・ウェアズ・マイ・リング   | She Wears My Ring                 | Felice Bryant, Boudleaux Bryant                                   | 3:22 |
| 5.    | 73/12/13 | マイ・ボーイ                   | My Boy                            | Bill Martin, Phil Coulter, Jean-Pierre Bourtayre, Claude Francois | 3:20 |
| 6.    | 73/12/16 | スパニッシュ・アイズ           | Spanish Eyes                      | Bert Kaempfert                                                    | 2:23 |
| 7.    | 73/12/14 | 佳き時代を語ろう               | Talk About the Good Times         | Jerry Reed                                                        | 2:39 |
| 8.    | 73/12/13 | グッド・タイム・チャーリー     | Good Time Charlie's Got the Blues | Danny O'Keefe                                                     | 3:13 |

## 参加ミュージシャン
- エルヴィス・プレスリー - Elvis Presley - ヴォーカル、ギター
- ジェームズ・バートン - James Burton - ギター
- デヴィッド・ブリッグス - David Briggs - ピアノ、オルガン
- ジョニー・クリストファー - Johnny Christopher - ギター
- ダグ・バーテンフェルド - Doug Bartenfeld - ギター
- エリク・ハリン - Per Erik Hallin - クラビネット on Promised Land、ピアノ、オルガン
- ノーバート・パットナム - Norbert Putnam - ベース
- ロニー・タット - Ronnie Tutt - ドラム
- ヴォイス(ドニー・サムナー、シェリル・ニールセン、ティム・ベティ、エリク・ハリン) - Voice (Donnie Sumner; Sherrill Nielsen; Tim Baty; Per Eric Hallin) - バッキング・ヴォーカル
- J.D.サムナー＆スタンプス・カルテット - JD Sumner & The Stamps (Bill Baize; Ed Enoch; David Rowland) - バッキング・ヴォーカル
- キャシー・ウェストモートランド - Kathy Westmoreland - バッキング・ヴォーカル
- メアリー・ホラディ - Mary Holladay - バッキング・ヴォーカル
- ジャーニー・グリーン - Jeannie Green - バッキング・ヴォーカル
- スーザン・フィルキングトン - Susan Pilkington - バッキング・ヴォーカル